# Ribarci (gmina Bosilegrad)
Ribarci (cyr. Рибарци) – wieś w Serbii, w okręgu pczyńskim, w gminie Bosilegrad. W 2011 roku liczyła 23 mieszkańców.